# NGC 2657
NGC 2657 ist eine Spiralgalaxie vom Hubble-Typ Sd im Sternbild Krebs auf der Ekliptik. Sie ist schätzungsweise 179 Millionen Lichtjahre von der Milchstraße entfernt und hat einen Durchmesser von etwa 55.000 Lichtjahren.
Das Objekt wurde am 30. Oktober 1864 von Albert Marth entdeckt.